# Malaisemyia schmidiana
Malaisemyia schmidiana là một loài ruồi trong họ Pediciidae. Chúng phân bố ở vùng Indomalaya.